# Zaudaiivske, Prîlukî
Zaudaiivske (în ucraineană Заудаївське) este un sat în comuna Smoș din raionul Prîlukî, regiunea Cernihiv, Ucraina.

## Demografie
Componența lingvistică a localității Zaudaiivske
     Ucraineană (95,45%)
     Rusă (4,55%)
Conform recensământului din 2001, majoritatea populației localității Zaudaiivske era vorbitoare de ucraineană (95,45%), existând în minoritate și vorbitori de rusă (4,55%).